# Antje Meier
Antje Meier (* 2. Januar 1982) ist eine ehemalige deutsche Fußballspielerin.

## Karriere
Die 168 cm große Meier spielte von 1999 bis 2001 als Stürmerin für den FFC Flaesheim-Hillen in der Bundesliga. In ihrer ersten Saison bestritt sie 13 Punktspiele, in denen sie fünf Tore erzielte, in ihrer letzten Saison 19, in denen sie ebenfalls fünf Tore erzielte. Ihr Bundesligadebüt gab sie am 5. September 1999 (2. Spieltag) bei der 0:5-Niederlage im Auswärtsspiel gegen den FSV Frankfurt. Ihr erstes Bundesligator erzielte sie am 19. September 1999 (4. Spieltag) beim 4:2-Sieg im Heimspiel gegen den 1. FC Nürnberg mit dem Treffer zum 1:1 in der 15. Minute.
Im Wettbewerb um den nationalen Vereinspokal schied sie mit ihrer Mannschaft in der 1. Runde am 22. August 1999 mit 1:2 beim FFC Heike Rheine aus diesem aus. Am 26. Mai 2001 erreichte sie mit ihrer Mannschaft das Finale, das im Olympiastadion Berlin – als Vorspiel zum Männerfinale – vor 30.000 Zuschauern mit 1:2 gegen den 1. FFC Frankfurt verloren wurde, wobei ihr das Führungstor bereits in der 44. Minute gelungen war.

## Erfolge
- DFB-Pokal-Finalist 2001